# Maria Isaksson
Maria Isaksson (26 ottobre 1964) è un'ex schermitrice svedese, specializzata nella spada. Ha vinto una medaglia di bronzo ai Campionati mondiali di scherma.